# Vässletjärnen (Östervallskogs socken, Värmland)
Vässletjärnen är en sjö i Årjängs kommun i Värmland och ingår i Göta älvs huvudavrinningsområde.